# Il ritorno d’Ulisse in patria
Il ritorno d’Ulisse in patria (deutsch Die Heimkehr des Odysseus) ist eine Oper in einem Prolog und drei Akten von Claudio Monteverdi. Das Libretto stammt von Giacomo Badoaro, der den 13. bis 23. Gesang der Odyssee von Homer als Vorlage verwendete. Die Oper wurde 1640 vermutlich im Teatro Santi Giovanni e Paolo oder Teatro San Cassiano in Venedig uraufgeführt.

## Inhalt
Die in Wien überlieferte Partitur enthält einen Prolog und drei Akte. Die erhaltenen Libretti dagegen nennen fünf Akte. Die Szenenaufteilung der folgenden Inhaltsangabe basiert auf der Wiener Partitur.

### Prolog
Im Prolog beklagt die Allegorie der „Menschlichen Gebrechlichkeit“ (L’Humana fragilità), allzu sehr von der schnell vergehenden Zeit (Il Tempo), dem launischen Glück (La Fortuna) und der blinden Liebe (Amore) beherrscht zu sein, und wird von diesen darum verspottet.

### Erster Akt
Königlicher Palast auf Ithaka, Gemach der Königin
Szenen 1 und 2. Die Königin Penelope beharrt darauf, dass ihr seit zwanzig Jahren abwesender Gatte, König Ulisse (Odysseus) von Ithaka, zurückkehren wird, während alle anderen, außer der Amme des Ulisse, Ericlea, nicht mehr damit rechnen. Penelope beklagt die Trennung und ihre bedrängte Situation. – Melanto, Dienerin der Penelope, genießt die Liebe mit Eurimaco.
Am Meer
Szene 3 (in Wien gestrichen). Chor der Nereiden und Sirenen.
Szenen 4–5. Einige Phäaken nähern sich in einem Schiff und betten den schlafenden Ulisse samt seiner Habe am Strand nahe bei der Grotte der Najaden (Sinfonia). – Neptun beklagt die Überheblichkeit der Menschen. Jupiter erlaubt dem Meeresgott, die Phäaken zu versteinern, da sie Ulisse heimgeleitet haben. 
Szenen 6–7. Die Phäaken besingen die Autonomie des Menschen. Neptun verwandelt sie in einen neuen Felsen vor der Küste Ithakas. – Ulisse findet sich am Strand von Ithaka wieder, das er zunächst nicht erkennt. Er beklagt, dass ihn seine vermeintlich untreuen Begleiter ausgesetzt haben. 
Szenen 8–9. Minerva erscheint als Schäferjunge verkleidet und verkündet ihm, dass er auf seiner Heimatinsel gestrandet sei, wo Penelope ihm die Treue gehalten habe. Sie rät ihm, als bettelnder, alter Mann verkleidet in den Palast zu gehen, der von Penelopes Freiern besetzt ist. (Hier endete der erste Akt der venezianischen Fassung.) – Die Najaden tragen Ulisses’  Besitztümer in ihre Grotte. Minerva schickt den Helden zur Quelle Arethusa, wo er seinen alten Hirten Eumete finden werde. Die Göttin selbst will unterdessen Telemaco nach Ithaka zurückholen.
Wieder im Palast
Szene 10. Melanto versucht Penelope zu überzeugen, die Hoffnung auf die Rückkehr Ulisses aufzugeben und wieder zu heiraten.
Waldige Landschaft bei Eumetes Hütte
Szenen 11–13. Eumete vergleicht die bedrängte Lage seiner Königin mit der Zufriedenheit des Menschen in der Natur. – Der Freier Iro kommt dazu und verspottet Eumete ob seiner Naturliebe. Der erwidert den Spott und verjagt den Schlemmer. – Den nahenden Ulisse erkennt Eumete nicht; doch prophezeit ihm dieser die baldige Rückkehr seines Herrn.

### Zweiter Akt
Waldige Landschaft
Szenen 1–3. Minerva führt Telemaco in einem fliegenden Streitwagen herbei und der König gibt sich ihm zu erkennen. – Die herbeikommenden Eumete und Ulisse begrüßen den Königssohn ehrerbietig und verkünden ihm die baldige Rückkehr des Königs. – Ein Strahl vom Himmel öffnet die Erde, welche den als Greis verkleideten König verschlingt. Alsbald taucht der wieder verjüngte Ulisse auf und offenbart sich seinem Sohn.
Im Palast
Szenen 4–5. Melanto und Eurimaco beklagen die hochmütige Unbeugsamkeit Penelopes und planen, sie mit geschmeidigen Reden zu überzeugen. – Unterdessen wird Penelope von ihren Freiern Antinoo, Pisandro und Anfinomo bedrängt, doch weist sie alle drei zurück.
Szene 6 (in Wien gestrichen). Acht Mohren tanzen ein griechisches Ballett.
Szenen 7–8. Eumete tritt in den Saal und kündigt die Rückkehr Telemacos an. – Die erschrockenen Freier beschließen, Telemaco zu ermorden und Penelope zu einer Heirat zu zwingen, bevor Ulisse zurückkehrt.
Waldige Landschaft
Szenen 9–10. Minerva sagt Ulisse zu, ihm gegen die Freier beizustehen. Sie hat dafür ein Mittel ersonnen. – Eumete berichtet von der Furcht der Freier, die Ulisse amüsiert. Der König blickt freudig auf die kommende Vergeltung hoffärtiger Taten. (Hier endete in Venedig der dritte Akt.)
Im Palast
Szenen 11–12. Telemaco erzählt seiner Mutter von Helena, Paris und dem Trojanischen Krieg, um ihr zuletzt die Heimkehr des Ulisse zu verkünden. – Als Bettler verkleidet, betritt Ulisse den Palast, wo Iro ihn verspottet und herausfordert, ihm aber bald im Kampf unterliegt. Antinoo würdigt ihn, während Penelope den tapferen Bettler in ihr Haus einlädt.
Szene 13. Die hinzugekommenen Pisandro und Anfinomo versuchen, ebenso wie Antinoo, Penelopes Herz mit teuren Geschenken zu gewinnen. Doch Penelope schlägt einen Wettkampf der Freier vor: Dem Sieger soll sie gehören. Bedingung ist, dass er den Bogen des Ulisse spannen kann. Das aber gelingt keinem. Abschließend lässt sie das auch den fremden Greis probieren, dem es als einzigem gelingt, den Bogen zu spannen und damit sogleich fast alle Freier zu töten.

### Dritter Akt
Szene 1 („komische Szene“). Iro, der das Massaker überlebt hat, jetzt aber nicht mehr auf Kosten des Palastes leben kann, begeht Suizid.
Szene 2 (in Wien gestrichen, „weil sie zu melancholisch ist“).
Im Palast
Szene 3. Melanto, deren Geliebter Eurimaco zusammen mit den Freiern starb, warnt Penelope vor dem unbekannten Sieger im Wettbewerb. Penelope bleibt ungerührt.
Szenen 4–5. Dem Hirten Eumete ebenso wie ihrem dazukommenden Sohn, die Penelope nacheinander über die Identität des Bettlers aufklären wollen, glaubt jene nicht und verbittet sich solche Albernheiten.
Am Meer
Szenen 6–7. Juno wird von Minerva überzeugt, Ulisse die Rückkehr auf seinen Thron zu verschaffen. – Sie legt ein gutes Wort bei Jupiter ein, der seinerseits Neptun überzeugt. Zwei Chöre im Himmel und im Meer besingen die gemeinsame Gnade von Himmel und See.
Im Palast
Szenen 8–10. Die Amme Ericlea erkennt ihren alten Herrn an einer Narbe. – Aber auch das reicht der von Telemaco und Eumete begleiteten Penelope nicht als Beweis für die Identität des Ulisse. – Erst als Ulisse ihr von einem nur ihnen beiden bekannten Geheimnis ihres Ehebettes berichtet, ist sie überzeugt.

## Überlieferung
Die Oper ist in einer in Wien aufgefundenen anonymen Partiturabschrift und insgesamt neun Abschriften des Librettos erhalten. Alle diese Quellen weisen Unterschiede zueinander auf. Die Instrumentierung ist nicht überliefert. Die Partitur enthält nur die Melodie- und Gesangslinien sowie den bezifferten Bass.

## Aufführungen
1973 wurde die Oper unter der Regie von Peter Hall und dem Royal Philharmonic Orchestra unter der Leitung von Raymond Leppard in Glyndebourne gespielt.
2020 wurde die Oper unter der musikalischen Leitung von George Petrou während des Epidaurus-Festivals in Griechenland aufgeführt.